# Irina Karamanos
Irina Sabine Alice Karamanos Adrían, född 29 oktober 1989 i Las Condes i Santiago, är en chilensk antropolog, sociolog, politiker och feministisk aktivist. Hon var 2019-2023 sambo med Gabriel Boric, Chiles president sedan 2022.

## Biografi
Irina Karamanos Adrían kommer på fädernet från en grekisk invandrarsläkt. Hennes far Jorge Karamanos, som arbetat inom utbildningsväsendet, var på 1980-talet ledande samordnare för Chiles grekiska invandrargemenskap. Hennes mor Sabine Adrían, med rötter i den tyska invandrargemenskapen i Uruguay, har varit verksam som akademiker med koppling till Goethe-Institut.
Hon har verkat som sociolog, med studier i antropologi, pedagogik, kulturvetenskap, bildkonst och språkliga rättigheter vid universitetet i Heidelberg. Dessförinnan hade hon läst bildkonst vid Universidad de Chile, en bana som hon avbröt för fem års studier (mellan 2009 och 2014) i tyska Heidelberg.

### Medier
Karamanos inledde sina politiska aktiviteter genom att skriva olika krönikor och kolumner i tidskrifter och tidningar som The Clinic, ofta omkring jämställdhet och kvinnans roll i politiken som ämne. Senare har hon synts som återkommande panelist i det politiska debattprogrammet Sin filtros på TV-kanalen Vive.
Hon tjänstgjorde en tid i medarbetarstaben hos politikern och advokaten Gonzalo Winter. De två blev senare partikamrater.

### Politiska aktiviteter
Irina Karamanos är aktiv feminist och en av grundarna av partiet Convergencia Social, där hon verkar som ledare inom partiets feministiska front. Dessförinnan var hon kommunfullmäktigeledamot för partiet i sin hemstad Santiago de Chile. Sedan 2016 är hon aktiv i Movimiento Autonomista, som  ledare för dess kultursektion.
2019 blev hon sambo med politikern och Chiles president Gabriel Boric (sedan 2022). De två blev bekanta genom aktiviteterna inom Convergencia Social. Inom partiet har Karamanos verkat för samma politik som Boric, även om hon definierat sin profil som mer "tvärpolitisk". Paret separerade i november 2023. 
Karamanos är även samordnare för Abrecaminos, en chilensk politisk plattform för kvinnligt deltagande och sexuell och genusmässig mångfald.

## Galleri

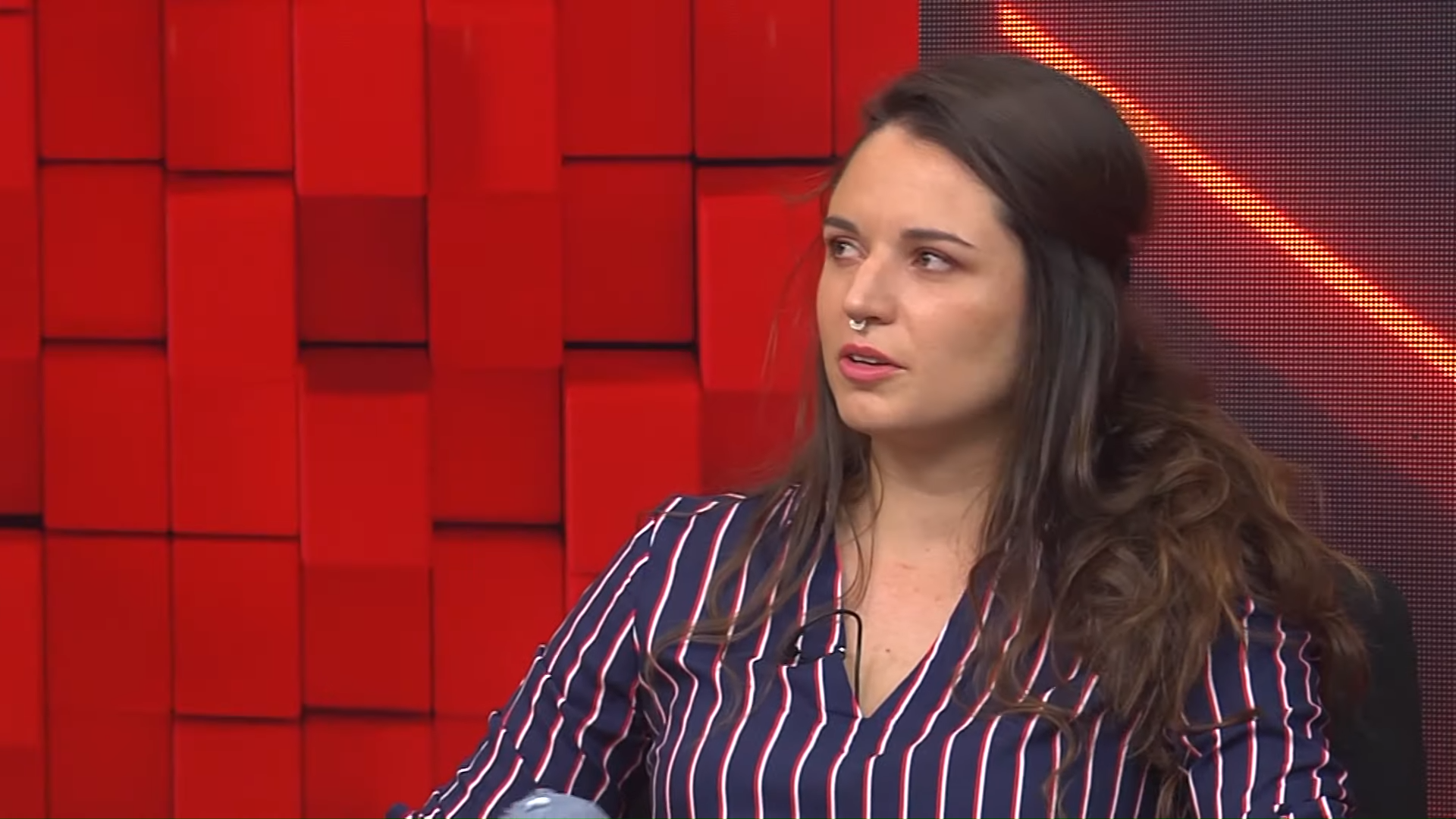
Karamanos på programmet Sin filtros hos TV-kanalen Vive.
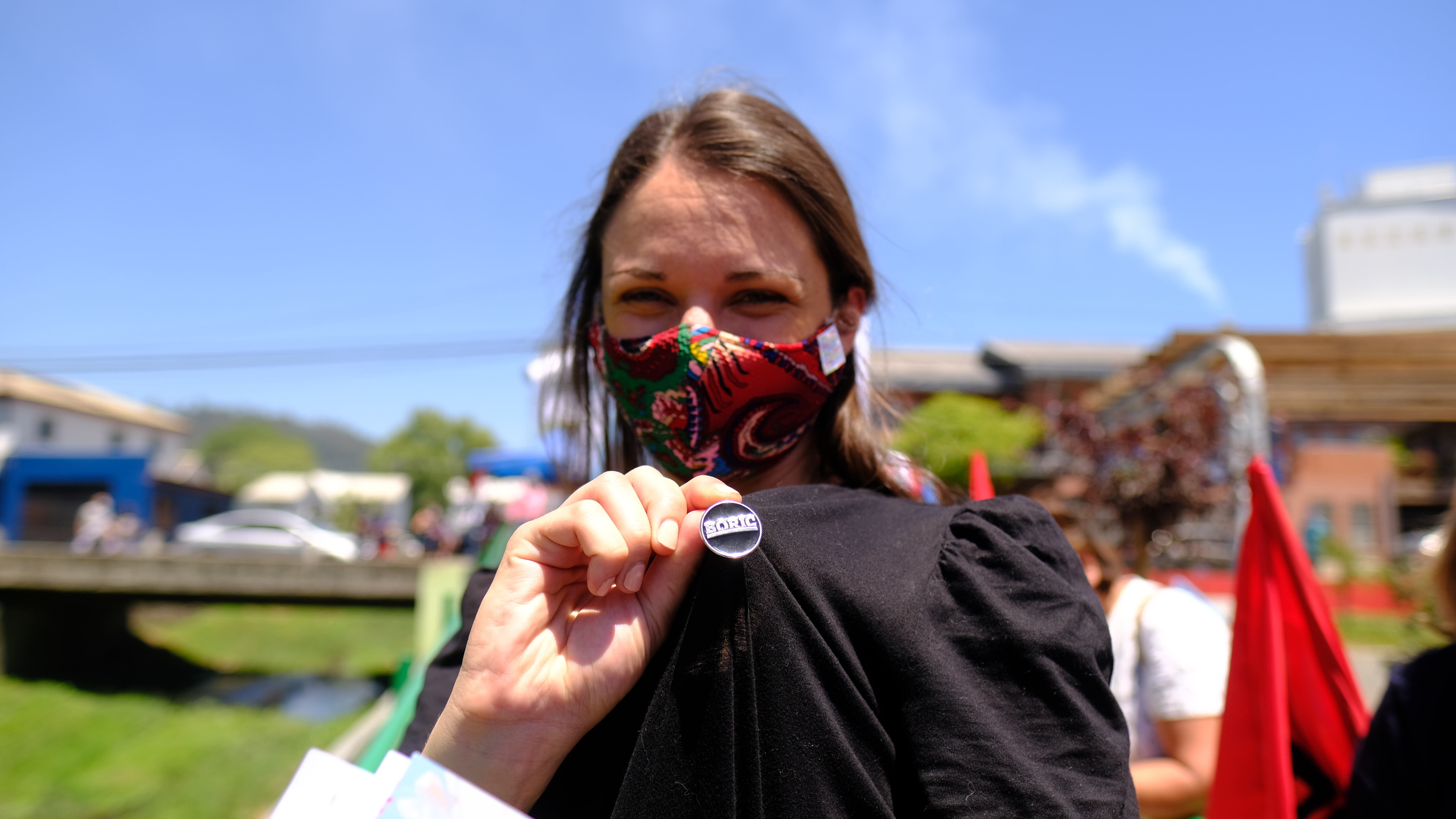
Karamanos på Bío-Bío under presidentvalskampanjen.
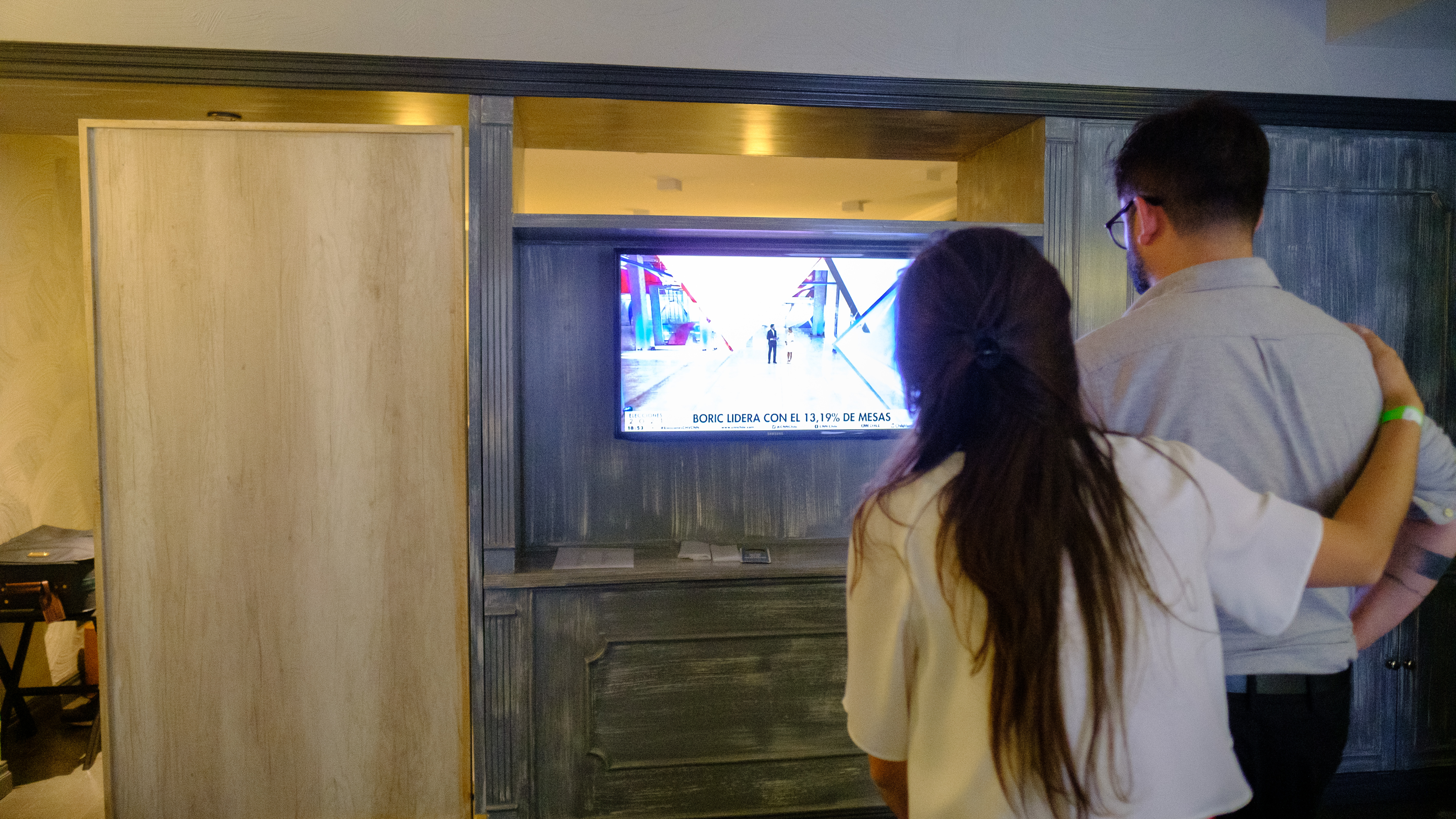
Karamanos och Boric under presidentvalskvällens resultatsammanräkning.